# Георгій
Гео́ргій — ім'я грецького походження (дав.-гр. Γεώργιος), у перекладі «землероб». Французький синонім — Жорж (Georges), англійський — Джордж (George), італійський — Джорджо (Giorgio), румунський — Георге (Gheorghe), польський — Єжи (Jerzy).
| icon | Це незавершена стаття про імена та ономастику. Ви можете допомогти проєкту, виправивши або дописавши її. |